# Unfair World
《Unfair World》是日本音樂團體第三代J Soul Brothers的第19張單曲。於2015年9月2日由rhythm zone發售。

## 概要
- A面曲《Unfair World》為篠原涼子主演、EXILE成員AKIRA出演的電影《Unfair -the end-》的主題曲，亦是Acecook『Super Cup』「ギョーザパンチ秘密部屋篇」的電視廣告歌曲。
- 與前作相同，此單曲並未收錄任何B面曲。
- 此單曲有2個版本，分別有「CD+DVD」和「CD ONLY」。「CD+DVD」收錄了《Unfair World》的Music Video。
- 在9月14日於公信榜单曲週排行榜取得第2位。
- 在第57屆日本唱片大獎獲得最高殊榮的「唱片大獎」及「優秀作品獎」[1]。

## 收錄曲目

### CD
1. Unfair World
（作詞：小竹正人、作曲・編曲：Mitsu.J）
2. Unfair World -Unplugged Version-
（作詞：小竹正人、作曲：Mitsu.J、編曲：中村康就）
3. BURNING UP -PKCZ® Remix-
（作詞：bag o'pound、作曲：SMIDI・SIRIUS）
4. Unfair World（Instrumental）

### DVD
1. Unfair World（Music Video）